# Sagałbaj Żanbajew
Sagałbaj Żanbajew (kaz. Сағалбай Жанбаев, ros. Сагалбай Жанбаев, ur. w styczniu 1904 w aule Karatał w obwodzie akmolińskim, zm. 18 maja 1972) – radziecki i kazachski polityk.
W latach 1925–1928 uczeń technikum pedagogicznego w Pietropawłowsku, 1928-1929 sekretarz odpowiedzialny rejonowego komitetu Komsomołu w Kazachskiej ASRR, 1929-1930 sekretarz odpowiedzialny Komitetu Obwodowego Komsomołu Karakałpackiego Obwodu Autonomicznego. 1930-1931 i 1931-1932 kierownik wydziału organizacyjnego rejonowego komitetu WKP(b) (m.in. w Pawłodarze), 1932-1933 kierownik wydziału organizacyjnego rejonowego komitetu WKP(b) w obwodzie karagandzkim, 1933-1935 zastępca szefa wydziału politycznego stanicy maszynowo-traktorowej. Od 1935 zastępca sekretarza rejonowego komitetu WKP(b) w obwodzie karagandzkim, 1937 II sekretarz, a 1937-1938 I sekretarz rejonowego komitetu WKP(b) w obwodzie północnokazachstańskim. 1938–1939 sekretarz kolegium partyjnego Komisji Kontroli Partyjnej KC WKP(b) Północnokazachstańskiego Komitetu Obwodowego Komunistycznej Partii (bolszewików) Kazachstanu, 1939 zastępca kierownika wydziału kadr Północnokazachstańskiego Komitetu Obwodowego KP(b)K, od 1939 sekretarz Komitetu Obwodowego KP(b)K w Akmole (obecnie Astana) ds. kadr, 1944 II sekretarz, a od marca 1944 do 1945 I sekretarz Akmolińskiego Komitetu Obwodowego KP(b)K. 1945-1948 studiował w Wyższej Szkole Partyjnej przy KC WKP(b), od 1948 do stycznia 1954 I sekretarz Komitetu Obwodowego KP(b)K/KPK w Kustanaju, od lutego do czerwca 1954 I sekretarz Komitetu Obwodowego KPK w Kyzył-Ordzie. 1954-1957 przewodniczący Komitetu Wykonawczego Rady Miejskiej w Semipałatyńsku, 1957-1958 zastępca przewodniczącego Komitetu Wykonawczego Rady Obwodowej w Semipałatyńsku, 1958-1963 członek Komisji Partyjnej KPK, następnie na emeryturze.

## Odznaczenia
- Order Lenina
- Order Czerwonego Sztandaru Pracy
- Order „Znak Honoru”